# Nordisk kombination vid olympiska vinterspelen 1960
Resultaten från tävlingen i nordisk kombination vid olympiska vinterspelen 1960, som hölls i Squaw Valley, USA.

## Resultat

### Herrar
- 22 februari 1960

| Placering | Namn                   | Poäng   |
| --------- | ---------------------- | ------- |
| Guld      | Georg Thoma (EUA)      | 457,952 |
| Silver    | Tormod Knutsen (NOR)   | 453,000 |
| Brons     | Nikolaj Gusakov (URS)  | 452,000 |
| 4         | Pekka Ristola (FIN)    | 449,871 |
| 5         | Dmitrij Kotjkin (URS)  | 447,694 |
| 6         | Arne Larsen (NOR)      | 444,613 |
| 7         | Sverre Stenersen (NOR) | 438,081 |
| 8         | Lars Dahlqvist (SWE)   | 436,532 |